# Anoplotettix danutae
Anoplotettix danutae är en insektsart som beskrevs av Abdul-nour 1987. Anoplotettix danutae ingår i släktet Anoplotettix och familjen dvärgstritar. Inga underarter finns listade i Catalogue of Life.